# Panagia Kanakariakerk
De Panagia Kanakariakerk (Grieks: Εκκλησία της Παναγίας Κανακαριάς, Ekklisía tis Panagías Kanakariás) is een Byzantijns kerkgebouw in het dorp Lythrangomi (in het Turks Boltaşlı genaamd), in het noordoosten van Noord-Cyprus op het schiereiland Karpas (de uitstekende punt van het eiland).
De kerk werd gebouwd rond het jaar 500 als driebeukige basiliek met een houten dak. Rond het jaar 530 wordt de kerk voorzien van mozaïeken. In de 7e eeuw werd de kerk verwoest tijdens Arabische aanvallen op het eiland Cyprus.
Na enkele decennia is de kerk herbouwd (rond het jaar 700). Nu werd het dak ondersteund door stenen pilaren. In het jaar 1160 is dit gebouw verwoest bij een aardbeving. Enkel de apsis bleef steen.
Het gebouw werd opnieuw opgetrokken met een koepel, de apsis werd betrokken bij de nieuwe kerk. In deze apsis zijn mozaïeken uit de periode rond het jaar 700 aanwezig. Te zien is de maagd Maria met het kind Jezus, zittend op een ivoren troon en omgeven door een zogenaamde mandorla. Aan haar zijde staan de aartsengelen Michaël en Gabriël. Het mozaïek bestaat uit glas en steentjes met circa 40 kleuren. Een bepaalde glassoort werd genezende krachten toegeschreven. Door het aanraken van pelgrims door de eeuwen heen raakte het mozaïek beschadigd.
In 1491 stortte bij een aardbeving de centrale koepel in. Bij het herstel werden de wanden voorzien van nieuwe fresco’s. In de 18e eeuw werden enkele kloostergebouwen bij de kerk gezet. De klokkentoren is toegevoegd in 1888. Na de verdrijving van de Grieks-Cyprioten als gevolg van het conflict in het land in 1974 wordt de kerk gesloten.
In 1978 is het mozaïek uit de 7e eeuw van de muur gehaald, door wie is niet bekend. Cyprus stelde de Noord-Cypriotische overheid hiervoor verantwoordelijk. In 1983 kocht een museum in Houston via een tussenpersoon een deel van het mozaïek via kunsthandelaar Aydik Dikmen. Een ander deel werd gekocht door een Amerikaanse kunsthandelaar uit Indiana voor $ 1.200.000. Een rechterlijke uitspraak dwong de kopers de fragmenten terug te geven aan Cyprus. Omdat de Turkse Republiek Noord-Cyprus niet internationaal werd erkend zijn de fragmenten niet naar de kerk teruggekeerd, maar kwamen ze terecht in het Iconenmuseum (Byzantijns Museum) in Nicosia. Delen van de figuur van Maria, de mandorla, de troon en de aartsengelen zijn nog altijd vermist. In de kerk zelf zijn alleen de randen van het mozaïek nog zichtbaar.
De Panagia Kanakariakerk is niet de enige kerk in Noord-Cyprus die werd geplunderd na de bezetting. Het rapport ‘Destruction of Cultural Property in the Northern Part of Cyprus and Violations of International Law’ van de United States Law Library of Congress spreekt over meer dan 500 orthodoxe kerken en kapellen die tussen 1974 en 2009 zijn geplunderd, vernietigd of afgebroken. Er zijn 77 kerken veranderd in moskeeën en meer dan 15.000 fresco's en schilderijen zijn verdwenen.